# Fallopia denticulata
Fallopia denticulata là một loài thực vật có hoa trong họ Rau răm. Loài này được (C.C.Huang) Holub mô tả khoa học đầu tiên năm 1998.